# جون آرثر جاكسون
جون آرثر جاكسون (بالإنجليزية: John Arthur Jackson)‏ هو سياسي بريطاني (وحمل سابقاً جنسية المملكة المتحدة لبريطانيا العظمى وأيرلندا)، ولد في 30 نوفمبر 1862، وتوفي في 25 نوفمبر 1937. حزبياً، نشط في حزب المحافظين. في الانتخابات العمومية البريطانية في يناير 1910 ‏، انتخب عضو برلمان المملكة المتحدة الـ29 عن دائرة Whitehaven (UK Parliament constituency) ‏ (15 يناير 1910 – 28 نوفمبر 1910).